# Метод дихання
«Метод дихання» — повість американського письменника Стівена Кінга, спочатку випущена як частина його збірки «Чотири сезони» в 1982 році. Він розміщений у розділі «Зимова казка».

## Сюжет
Девід — манхеттенський адвокат середнього віку. На запрошення старшого партнера його фірми, він приєднується до дивного чоловічого клубу, члени якого, окрім читання, спілкування, гри в більярд і шахи, люблять розповідати історії, деякі з яких дивні та моторошні. Клуб і його дворецький також описані в оповіданні Кінга "Чоловік, який не потиснув руку ".
Одного четверга перед Різдвом, літній лікар доктор Емлін Маккеррон розповідає історію про епізод, який стався на початку його довгої та різноманітної кар'єри: про пацієнтку Сандру Стенсфілд, яка вирішила народити свою позашлюбну дитину, попри фінансові проблеми та соціальне несхвалення. Маккеррон починає захоплюватися її хоробрістю та гумором, і це означає, що він навіть трохи закохався в неї.
Сандра опановує незвичайний (для 1930-х років) метод дихання доктора Маккеррона, який мав допомогти їй під час пологів. Однак, коли у неї починаються пологи, і вона їде до лікарні крижаною зимовою ніччю, її таксі розбивається, і її обезголовлює. Маккеррон прибуває на місце аварії і розуміє, що Сандра якимось чином все ще жива. Її легені в її обезголовленому тілі все ще качають повітря, а її голова, на відстані кількох футів, працює над тим, щоб підтримувати дихальний метод, щоб дитина могла народитися. Маккеррону вдається допомогти народити немовля живим і здоровим.
На солодкій, але нав'язливій кінцевій ноті Сандра шепоче «Дякую» — її відрубана голова вимовляє ці слова, які спотворено чути з горла, що виступає з її безголового тіла. Маккеррон може сказати їй, що її дитина хлопчик, і переконатися, що вона це зрозуміла, перш ніж померти. Маккеррон і його медсестра оплачують поховання жінки, бо більше у неї нікого.
Дитину всиновили, але, попри конфіденційний характер записів про усиновлення, Маккеррон може стежити за нею протягом багатьох років. Коли чоловікові «ще немає 45», і він є досвідченим професором коледжу, Маккеррон домовляється про зустріч з ним. «У нього була рішучість матері, джентльмени, — каже він членам клубу, — і карі очі його матері».

## Рецензія
«Метод дихання» був фіналістом Всесвітньої премії фентезі 1983 року як найкраща новела.

## Екранізація
У 2012 році було оголошено, що екранізація «Методу дихання» знаходиться в стадії розробки, режисером — Скоттом Дерріксоном, та сценаристом — Скоттом Тімсом. Пізніше, у 2019 році, було зроблено ще одне оголошення, знову за участю Дерріксона.
Станом на  2024 проєкт не реалізований.